# فرنسیس برلی
فرنسیس برلی (به انگلیسی: Francis Birley) بازیکن فوتبال زادهٔ ۱۴ مارس ۱۸۵۰ اهل کشور انگلستان که سابقهٔ بازی در تیم ملی فوتبال انگلستان را در کارنامهٔ خود دارد. وی در تاریخ ۷ مارس ۱۸۷۴ نخستین بازی ملی خود را در مقابل تیم ملی فوتبال اسکاتلند انجام داد و با حضور در ۲ بازی ملی، در تاریخ ۶ مارس ۱۸۷۵ واپسین بازی ملی‌اش را در برابر تیم ملی فوتبال اسکاتلند برگزار کرد.